# کوین هنسن
کوین هنسن(انگلیسی: Kevin Hansen؛ زادهٔ ۲۸ مهٔ ۱۹۹۸) راننده خودروی مسابقه‌ای اهل سوئد است.